# Eadweard Muybridge
Edward James Muggeridge (Kingston upon Thames, 9 de abril de 1830-ibídem, 8 de mayo de 1904), conocido con el seudónimo de Eadweard Muybridge, fue un fotógrafo e investigador británico. Cambió su nombre cuando emigró a los Estados Unidos en 1851. Sus experimentos sobre la cronofotografía sirvieron de base para el posterior invento del cinematógrafo.

## Primeros trabajos
Eadweard Muybridge comenzó trabajando en la encuadernación y venta de libros. Más tarde se interesó en la fotografía y, en una visita a los Estados Unidos en 1860, aprendió sobre el proceso del colodión húmedo (una especie de barniz que se aplicaba a las placas sobre el cual se extendía la emulsión química fotosensible). En 1867, con el nombre comercial de Helios, se dio a la tarea de registrar el escenario del lejano oeste con su habitación oscura móvil, The Flying Studio (El estudio volador). Produjo notables vistas estereoscópicas y más tarde panoramas, incluyendo series importantes sobre la ciudad de San Francisco. Luego comenzó a trabajar para el Coast and Geodetic Survey.

## El experimento «El caballo en movimiento»

Caballo en movimiento.

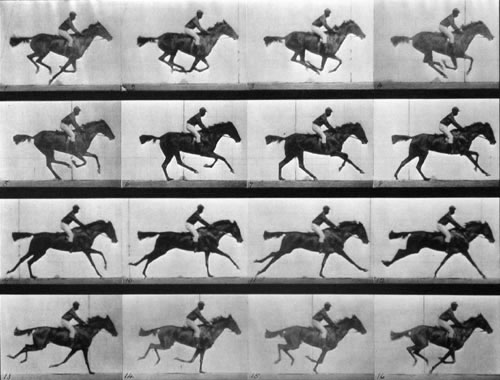
Caballo en movimiento.

En 1872, una polémica enfrentaba a los aficionados a los caballos de California. Leland Stanford, exgobernador del Estado y poderoso presidente de la Central Pacific, y un grupo de amigos suyos sostenían que había un instante, durante el trote largo o el galope, en que el caballo no apoyaba ningún casco en el suelo. Otro grupo, del que formaba parte James Keene, presidente de la Bolsa de Valores de San Francisco, afirmaba lo contrario. 
En esa época no se conocía una manera de demostrar quién tenía razón, hasta que Leland Stanford ideó un sencillo experimento: este consistía en un método que fotografiaba al caballo en las diferentes etapas de su galope y que proporcionaría una vista completa de todo el trayecto recorrido, para lo cual Stanford encargó a Eadweard Muybridge que tratara de captar con su cámara el movimiento de su caballo de carreras Occident. Sin mucha confianza en el resultado, Muybridge se prestó a fotografiar a Occident trotando a unos 35 km/h en el hipódromo de Sacramento. Pidió a los vecinos de la zona que le prestaran muchas sábanas de color blanco y las colgó en torno a la pista a manera de fondo, sobre el que destacara la figura del caballo. En mayo de 1872, Muybridge fotografió al caballo Occident, pero sin lograr un resultado, porque el proceso del colodión húmedo exigía varios segundos para obtener una imagen. Desilusionado, Muybrdige desistió de continuar estos experimentos y se embarcó en un extenso viaje por América Central y América del Sur, donde fotografió las construcciones de las líneas ferroviarias. A su regreso, sin embargo, reemprendió su trabajo sobre la fotografía de movimiento y en abril de 1873 logró producir mejores negativos, en los que era posible reconocer la silueta de un caballo. Esta serie de fotografías aclaraba el misterio (dándole la razón a Stanford), al mostrar las cuatro patas del caballo por encima del suelo en el mismo instante. 
No trató de tomar las fotografías con una exposición correcta, pues sabía que la silueta era suficiente para poder definir la cuestión. Sus primeros intentos habían fallado porque el obturador manual era demasiado lento como para lograr un tiempo de exposición tan breve como precisaba. Así pues, inventó un obturador mecánico, consistente en dos pares de hojas de madera que se deslizaban verticalmente por las ranuras de un marco y dejaban al descubierto una abertura de 20 centímetros, por la que pasaba la luz. Con este sistema se lograba un tiempo de exposición récord de 1/500 de segundo.
Stanford, impresionado con el resultado del experimento, que se conocería más tarde con el título El caballo en movimiento, encargó la búsqueda de un estudio fotográfico para poder captar todas las fases sucesivas del movimiento de un caballo. Los experimentos se reanudaron en el reformado rancho de Stanford durante el verano de 1878. Aunque con una exposición ligeramente insuficiente (debido a las ya mencionadas dificultades técnicas de la época), la serie resultante de fotografías mostraba claramente todos los movimientos de una yegua de carreras de Kentucky llamada Sally Gardner. Muybridge pintó los negativos para que solamente se viera la silueta de la yegua, cuyas patas adoptaban posiciones inconcebibles. El resultado fue una secuencia de 12 fotografías que se realizó aproximadamente en medio segundo.
Gracias a este experimento, Muybridge ideó una nueva técnica en la que la pista para el motivo en movimiento tenía una longitud de unos 40 metros. En paralelo a ella había una batería fija con 24 cámaras fotográficas, y en ambos extremos de la pista, colocadas en ángulos de 90° y de 60°, había otras dos baterías de cámaras. En cada instante se disparaban sincrónicamente tres cámaras, una de cada batería. Se impresionaban placas secas a una velocidad de obturación graduable que podía regularse desde varios segundos hasta la altísima velocidad de 1/6000 de segundo, según la velocidad del motivo a fotografiar.
En las primeras series los obturadores de las cámaras se disparaban por la rotura de unos hilos atravesados al paso del caballo u otro animal que se rompían al paso de este, cerrando contactos eléctricos que iban activando cada uno de los obturadores. Pero después Muybridge inventó un temporizador a base de un tambor rotatorio que giraba de acuerdo con la velocidad del motivo y que, en los instantes adecuados, enviaba impulsos eléctricos a las cámaras.

## El zoopraxiscopio

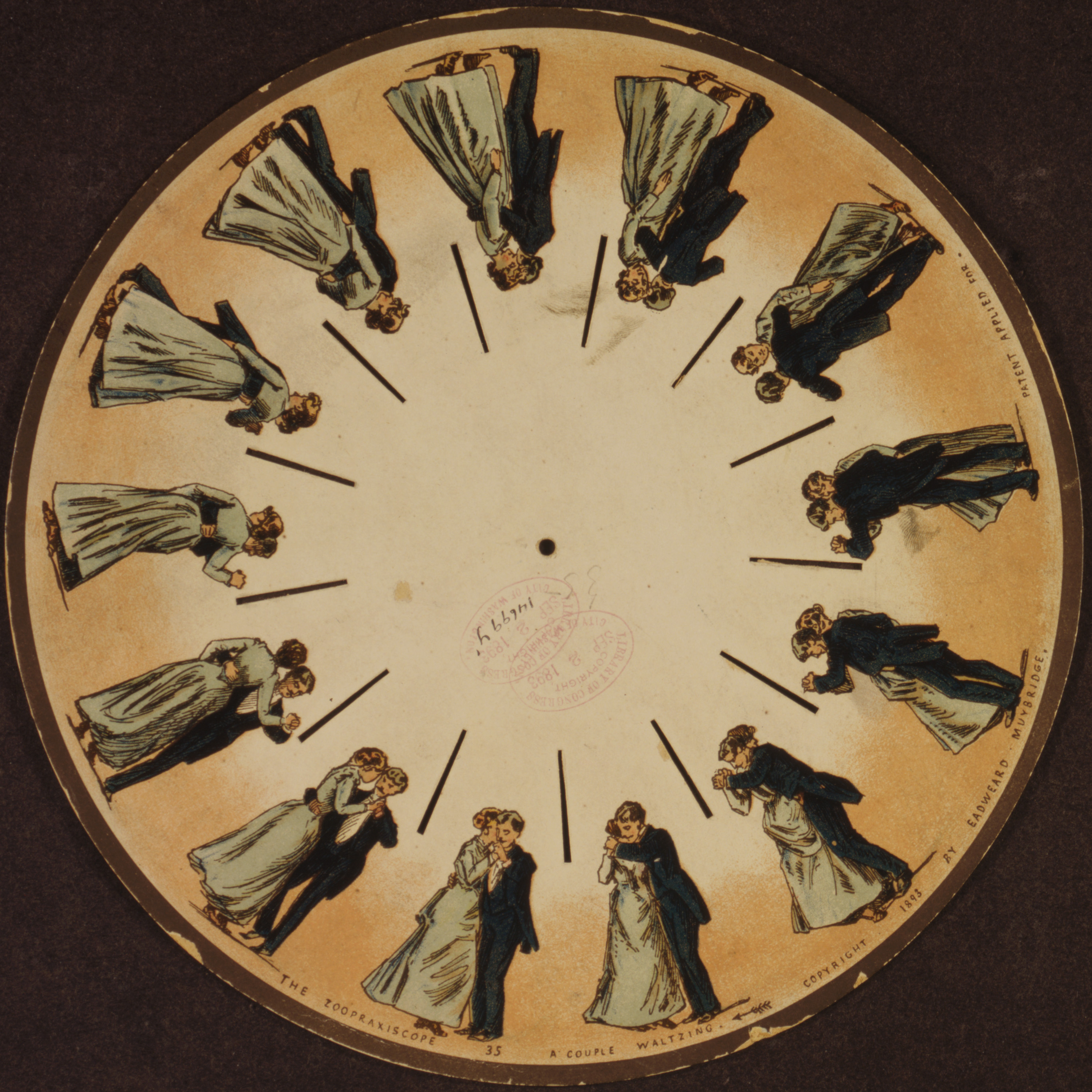
Un disco de fenaquistiscopio por Eadweard Muybridge (1893).

Vista de espejo simulada del disco de arriba.

En octubre de 1878, la revista científica Scientific American publicó seis grabados hechos sobre negativos ampliados de fotografías de Muybridge, donde se veía a un caballo moviéndose al paso y al trote. La revista proponía a sus lectores que recortaran las ilustraciones y las montaran en un zootropo, un cilindro que produce la ilusión de movimiento cuando gira, si las imágenes se observan a través de una ranura lateral. El efecto que se consigue se basa en la llamada persistencia retiniana: cuando el ojo humano percibe una serie de imágenes similares y con cambios continuos que se suceden con la suficiente velocidad —diez o más imágenes por segundo—, el cerebro las interpreta como un movimiento real, y se genera la impresión de un movimiento continuo. Ahora bien, si las imágenes no estuvieran separadas unas de otras, se verían borrosas. Después de leer este artículo, Muybridge pensó que se podrían mejorar los resultados proyectando las imágenes sobre una pantalla e inventó un aparato que utilizaba la luz para proyectar imágenes secuenciales mediante el uso de un disco de cristal, invento al que bautizó con el nombre de zoopraxiscopio. En el primer proyector las imágenes se pintaron en el cristal como siluetas. Una segunda serie de discos, realizados entre 1892 y 1894, usaba dibujos perfilados impresos en los discos fotográficamente y coloreados a mano. Algunas de las imágenes animadas eran muy complejas, e incluían múltiples combinaciones de secuencias de movimientos de animales y humanos.
En 1888 mostró sus fotografías de caballos a Thomas Alva Edison y a William K. L. Dickson, inventores del fonógrafo, para sugerirles la posibilidad de combinar ambos inventos para mostrar imágenes sonoras. Aunque la idea nunca se llevó a la práctica, Edison sí empleó una serie de fotografías de caballos en su quinetoscopio, aparato precursor del proyector de cine.

## Su legado científico

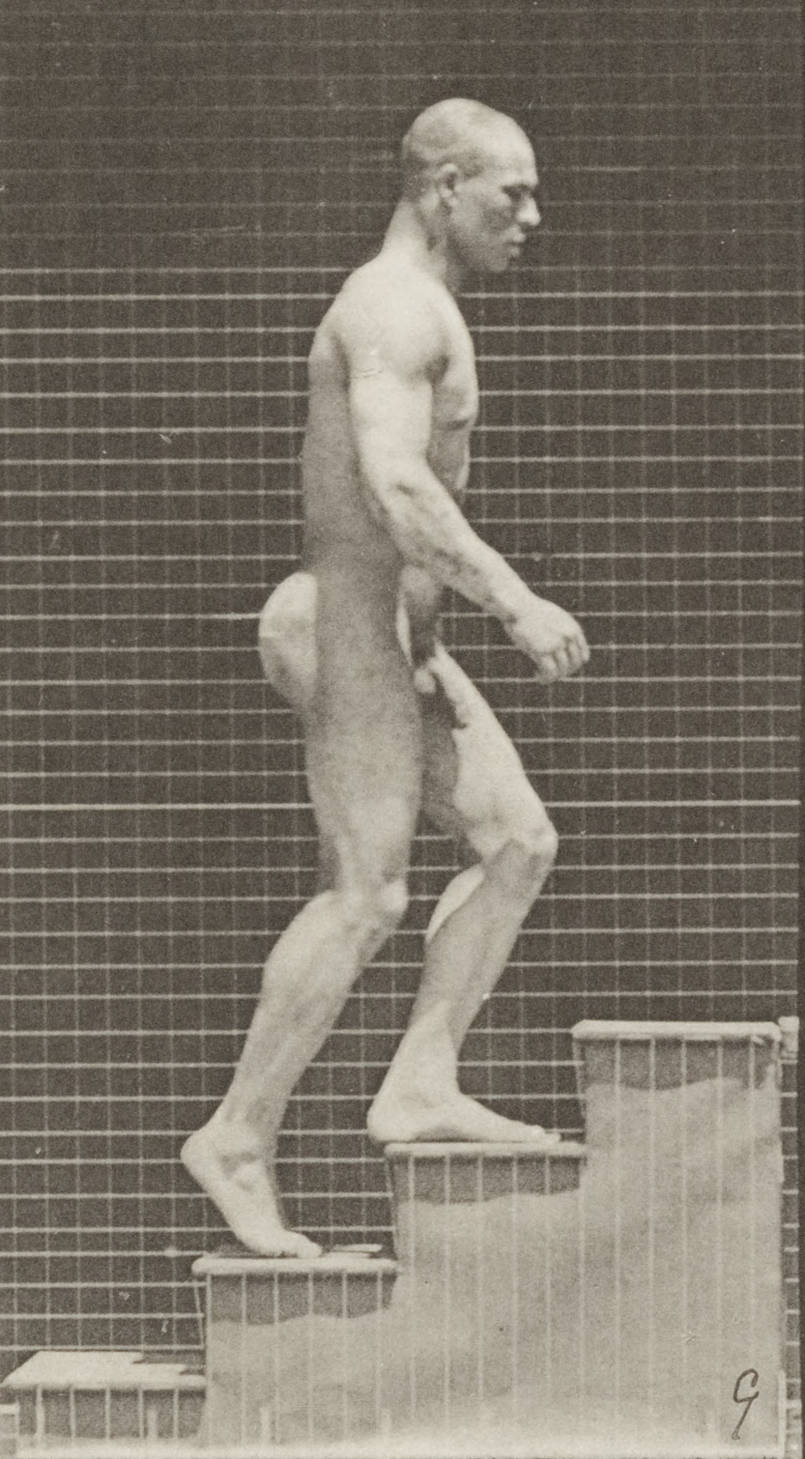
Hombre subiendo las escaleras 1884-1885. Doheny Memorial Library, Los Ángeles, CA 90089-0189

Debido a sus éxitos científicos, Muybridge se dedicó a registrar los movimientos de los seres humanos y de los animales del zoológico de Filadelfia. Las fotos resultantes se publicaron con ayuda de la Universidad de Filadelfia en 1887 en el libro Animal Locomotion (Locomoción animal), que sigue siendo la obra de referencia básica sobre el movimiento humano y animal. Escribió también The Attitudes of Animals in Motion (Las posturas de los animales en movimiento, 1881) cuyas imágenes, sumadas a las de Animal Locomotion, dan un total de 100 000 planchas fotográficas. Algunos de sus últimos trabajos se publicaron con los títulos Animals in Motion (Animales en movimiento) y The Human Figure in Motion (La figura humana en movimiento, 1901). Las imágenes de los 71 discos de su zoopraxiscopio que han sobrevivido se han reproducido en el libro Eadweard Muybridge: The Kingston Museum Bequest (The Projection Box).

## Homenajes artísticos a Muybridge en la actualidad
Por su parte, Philip Glass compuso The Photographer en su honor.
En la década de 1990, el grupo de música U2 hizo un videoclip para su canción Lemon que supuso un tributo a las técnicas de Muybridge.
En 1991 el fotógrafo y escultor Steven Pippin replicó el método con el que Muybridge fotografió El caballo en movimiento en su obra Laundromat-Locomotion donde fotografió su caminar a través de papel negativo colocado en el interior de 12 lavadoras de una lavandería de Nueva Jersey 
En 2009, el diseñador gráfico y tipográfico Víctor García creó en Buenos Aires la familia de fuentes tipográficas de pictogramas «MotionBats», basada en algunas de las secuencias fotográficas de Muybridge.
El 9 de abril de 2012, Google crea un doodle animado con motivo del 182.º aniversario de su nacimiento, en el que se muestra un mosaico cuadriculado con los colores característicos del logotipo de la compañía y rellenados con el dibujo de un jinete encima de su caballo. En el centro hay un botón de reproducción a partir del cual estos se ponen en continuo movimiento, recreando así su famoso «Caballo en movimiento».
En diciembre de 2019, el grupo musical Budapest hizo un videoclip para su canción "Young Ghost" en YouTube. haciendo uso de los fotogramas originales de Locomoción Animal de Muybridge. En honor a ello, Muybridge aparece como personaip y es acreditado como director honorario del mismo.

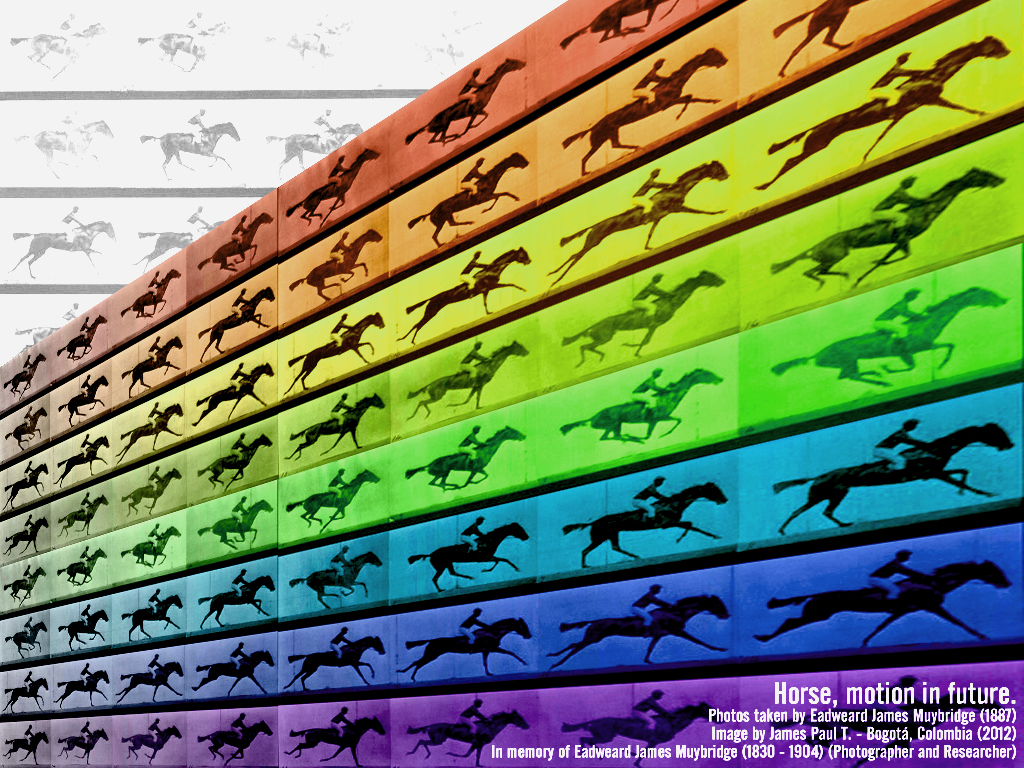
"Horse, motion in future" representada por "James Paul T."